# Хадсон (округ)
Округ Хадсон (англ. Hudson County) — округ штата Нью-Джерси, США. Согласно переписи населения 2000 года, в округе Хадсон проживало 608 975 человек. По оценке Бюро переписи населения США, к 2008 году население уменьшилось на 2,2%, до 595 419 человек. Хадсон является частью так называемой Нью-Йоркской агломерации. Хадсон — по площади самый маленький из всех 21 округов Нью-Джерси. В городе Джерси-Сити располагается административный центр округа.